# Radoszewscy herbu Oksza

Herb Oksza

 Radoszewscy – polski ród szlachecki  herbu Oksza, wywodzący się z Radoszewic w ziemi sieradzkiej.
Stary polski ród mający czeskie korzenie. Według Paprockiego i Niesieckiego  wywodzi się od Wrszowców, wypędzonych z Czech, którym Bolesław Krzywousty nadał nadwarciańskie ziemie. Były to dobra Bogumiłowice, Broszęcin, Dylów, Radoszewice, Siemkowice, Zielęcin i wiele innych. Za protoplastę rodu uważa się Bogusława Bokse, syna Imbrama z Siemkowic, odziedziczył on m.in. ziemie radoszewickie i pisał się z Radoszewic (1441). Rodzina majętna i wpływowa, jej członkowie piastowali wiele ważnych urzędów w dawnej Polsce. Wydała m.in. czterech senatorów.
4 lutego 1870 roku jedna z gałęzi rodziny otrzymała tytuł barona w księstwie Sasko-Gotajskim.

## Przedstawiciele rodu
- Mikulasz Boksa Radoszewski (1479-1574) - zasłużył się na Węgrzech podczas walk z Turkami, wrócił do kraju po śmierci króla Ludwika II.
- Bogusław Boksa Radoszewski (ok. 1577–1638) – senator, biskup kijowski i łucki, sekretarz Zygmunta III Wazy.
- Marek Radoszewski (?-1641) – senator, podkomorzy, starosta wieluński.
- Andrzej Radoszewski (?-1677) – senator, kasztelan wieluński.
- Walenty Radoszewski (zm. XVIII w.) – kanonik kijowski i sandomierski.
- Michał Radoszewski (zm. XVIII w.) – senator, kasztelan brzeziński w 1775 roku, deputat na Trybunał Koronny w latach 1754 i 1766, stolnik gostyński, starosta szadkowski.
- Wojciech Radoszewski (1721-1796) – biskup sufragan sandomierski, kawaler ord. św. Stanisława (21 września 1791)
- Ignacy Józef A. Radoszewski (1816-1886) – baron sasko-gotajski, radca stanu Królestwa Polskiego